# Alejandro González Iñárritu
Alejandro González Iñárritu (ur. 15 sierpnia 1963 w mieście Meksyk) – meksykański reżyser, scenarzysta i producent filmowy. Od 2014 roku występuje jako Alejandro G. Iñárritu. W 2007 roku za film Babel Iñárritu jako pierwszy meksykański reżyser został nominowany do Oscara za najlepszą reżyserię, z kolei osiem lat później na 87. ceremonii rozdania Oscarów za film Birdman otrzymał trzy statuetki – dla najlepszego filmu, najlepszego reżysera i najlepszego scenariusza oryginalnego.
Sześć pełnometrażowych filmów Iñárritu: Amores perros (2000), 21 gramów (2003), Babel (2006) (nazwane „Trylogią śmierci”), Biutiful (2010), Birdman (2014) oraz Zjawa (2015), zostało ciepło przyjęte przez krytykę, a także uzyskało wiele nagród.
Iñárritu jest bliskim znajomym reżyserów Alfonso Cuaróna i Guillermo del Toro.

## Życiorys
Życie zawodowe rozpoczął w 1986 jako didżej i przyczynił się do spopularyzowania radia, w którym pracował. Praca ta dała mu możliwość wyreżyserowania kilku reklam telewizyjnych. Później założył w 1991 agencję „Zeta”, gdzie kręcił wiele filmów reklamowych. Pierwszy film fabularny nakręcił dla telewizji w 1995.
Jego kinowy debiut to film Amores perros (2000), który otworzył tzw. trylogię śmierci, opowiadającą o losach nieznajomych ludzi, dla których tragiczne zdarzenia zbiegają się w czasie. Trylogię dopełniły filmy nakręcone w Stanach Zjednoczonych: 21 gramów (2003) oraz Babel (2006).

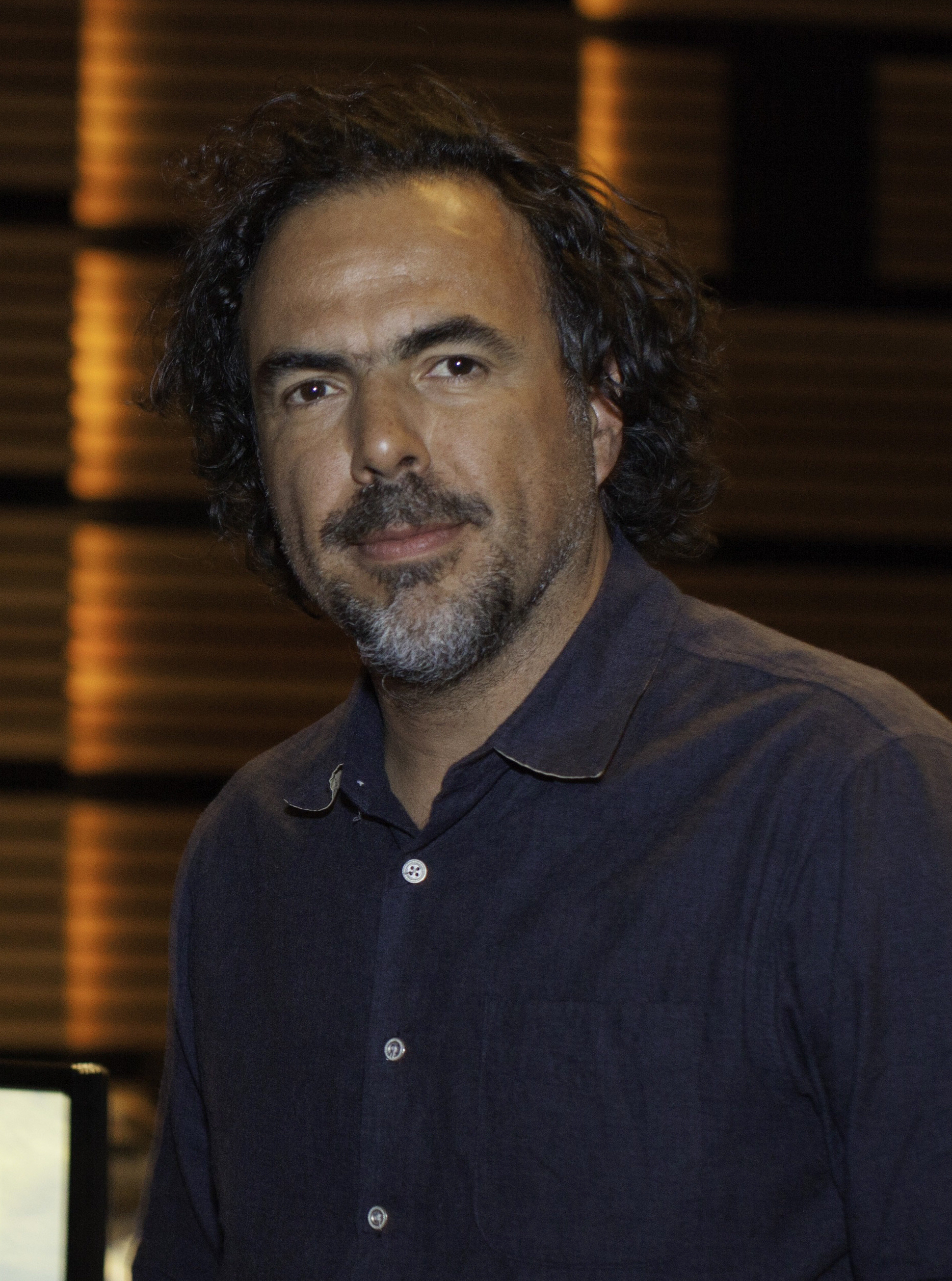
Alejandro w 2014 r.

W 2010 nakręcił film Biutiful, opowiadający o mężczyźnie chorym na nowotwór. Sam film startował w konkursie głównym na 63. MFF w Cannes, gdzie odtwórca głównej roli, Javier Bardem, otrzymał nagrodę dla najlepszego aktora.
Cztery lata później stworzył tragikomedię Birdman (2014) z Michaelem Keatonem w roli głównej. Za tę produkcję otrzymał trzy Oscary na 87. rozdaniu tych nagród: za najlepszą reżyserię, scenariusz oryginalny oraz za najlepszy film roku.
Zasiadał w jury konkursu głównego na 64. MFF w Wenecji (2007) oraz przewodniczył analogicznemu jury na 72. MFF w Cannes (2019).

## Filmografia

### Filmy pełnometrażowe
| Rok  | Film                                 | Reżyser | Producent | Scenarzysta | RT  |
| ---- | ------------------------------------ | ------- | --------- | ----------- | --- |
| 2000 | Amores perros                        | Tak     | Tak       | Nie         | 93% |
| 2003 | 21 gramów                            | Tak     | Tak       | Nie         | 80% |
| 2006 | Babel                                | Tak     | Tak       | Nie         | 68% |
| 2010 | Biutiful                             | Tak     | Tak       | Tak         | 66% |
| 2014 | Birdman                              | Tak     | Tak       | Tak         | 91% |
| 2015 | Zjawa                                | Tak     | Tak       | Tak         | 78% |
| 2022 | Bardo, fałszywa kronika garści prawd | Tak     | Tak       | Tak         | 60% |

### Filmy krótkometrażowe
- 2001 – Powder Keg (film z serii The Hire dla BMW)
- 2002 – 11.09.01 (11'09"01 – September 11 – fragment Meksyk)
- 2017 – Flesh and Sand (hiszp. Carne y arena)

## Życie prywatne
Iñárritu jest kibicem stołecznego zespołu piłkarskiego Club América. Jego starszy brat Héctor González Iñárritu jest znanym działaczem piłkarskim; w latach 2010–2015 pełnił funkcję dyrektora generalnego reprezentacji Meksyku, zaś obecnie jest prezesem komisji sędziowskiej Meksykańskiego Związku Piłki Nożnej.

## Nagrody
- Nagroda Akademii Filmowej
  - Najlepszy film: 2015: Birdman
  - Najlepsza reżyseria: 2015: Birdman
  - 2016: Zjawa
  - Najlepszy scenariusz oryginalny: 2015: Birdman